# Turmhügel Albaching
Der Turmhügel Albaching ist eine abgegangene hochmittelalterliche Wasserburg vom Typus einer Turmhügelburg (Motte) etwa 125 Meter südöstlich der Kirche von Albaching im Landkreis Rosenheim in Bayern. Die Anlage wird als Bodendenkmal unter der Aktennummer D-1-7838-0100 im Bayernatlas als „Turmhügel des hohen Mittelalters“ geführt. 
Der Burgstall der Mottenanlage zeigt nur noch den Turmhügel in einem Weiher.